# Derrick Phelps
Derrick Michael Phelps (Queens, 31 luglio 1972) è un ex cestista e allenatore di pallacanestro statunitense, professionista nella NBA e in Europa.

## Palmarès
- McDonald's All-American Game (1990)
- CBA All-Rookie First Team (1995)
- Campione NCAA (1993)
- Campionato tedesco: 2

Alba Berlino: 2000-01, 2001-02
- Coppa di Germania: 1

Alba Berlino: 2002